# Paedogobius kimurai
Paedogobius kimurai és una espècie de peix de la família dels gòbids i de l'ordre dels perciformes.

## Morfologia
- Les femelles poden assolir 1,8 cm de longitud total.
- Nombre de vèrtebres: 25.[3]

## Hàbitat
És un peix de clima subtropical i demersal.

## Distribució geogràfica
Es troba al Japó, Tailàndia i l'est d'Austràlia.

## Observacions
És inofensiu per als humans.